# Mathilde van Friesland
Mathilde van Friesland (-1044) was koningin van Frankrijk door haar huwelijk met koning Hendrik I van Frankrijk.
Zij was de dochter van Liudolf van Brunswijk en de kleindochter van keizerin van het Heilige Roomse Rijk, Gisela van Zwaben. 
In 1034 huwde ze met Hendrik en in 1040 kreeg het echtpaar een dochter. Enkele jaren later (1044) stierven moeder en dochter.
Hendrik hertrouwde met Anna van Kiev.